# Muntanyes de Tenasserim

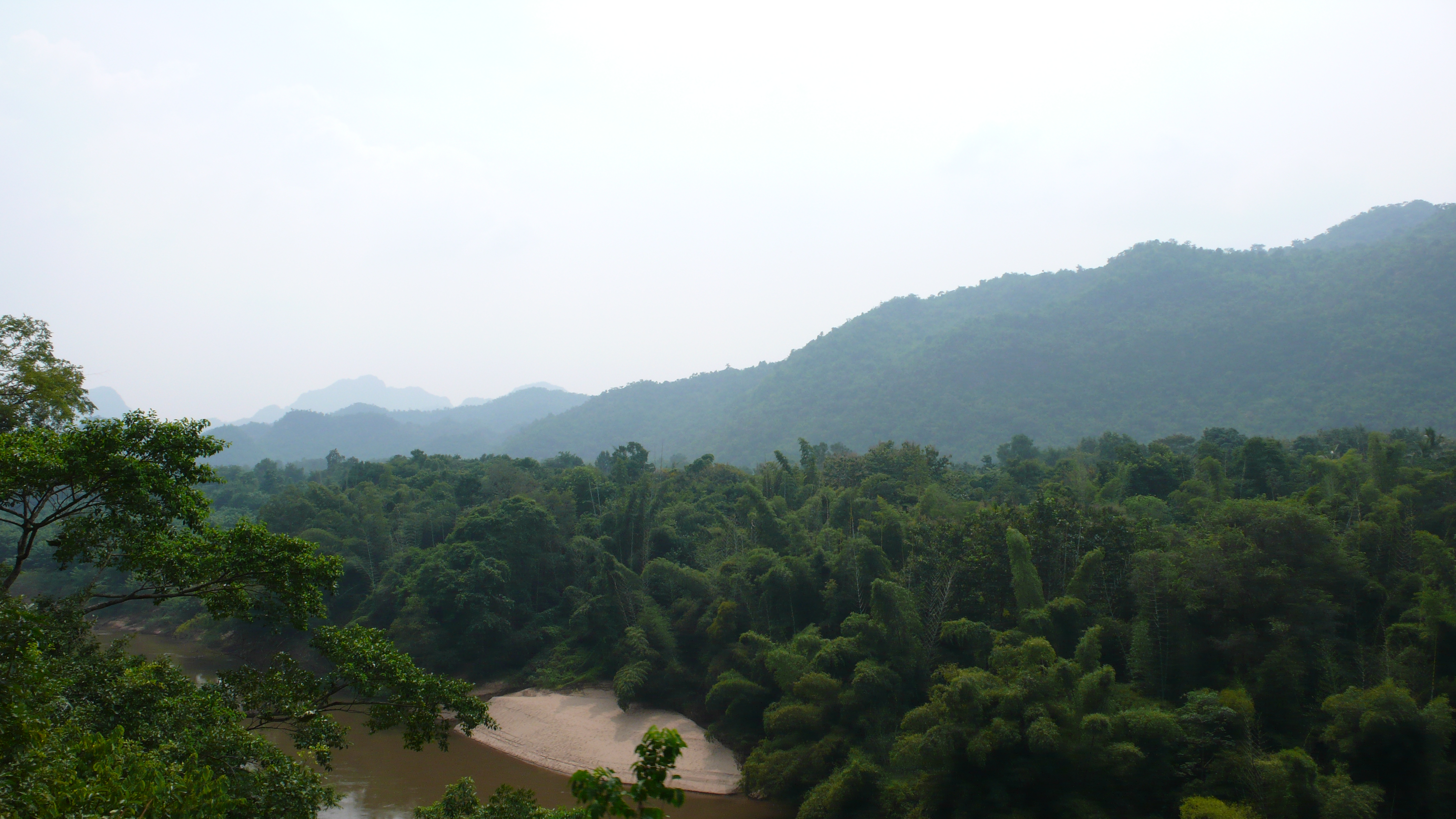
Vista de la serralada de Tenasserim des del "ferrocarril de la mort" sobre el riu Kwai, província de Kanchanaburi, Tailàndia

Les muntanyes de Tenasserim (birmà: tənɪ̀ɴθàjì tàuɴdáɴ; tailandès ทิวเขาตะนาวศรี, Thiokhao Tanaosi; malai: Banjaran Tenasserim) són una serralada de l'Àsia sud-oriental, d'uns 1.700 km de longitud.
Des de la serralada de Dawna formen una frontera natural entre Birmània i Tailàndia en la part septentrional i s'estenen en direcció meridional al llarg de l'istme de Kra i la península de Malaca gairebé fins a Singapur. El punt més alt de la serralada és el mont Tahan o Gunung Tahan (2.187 m), a Malàisia.
Les muntanyes es troben cobertes amb boscos tropicals humits. Hi ha molt poques vies de comunicació entre Birmània i Tailàndia a través de la serralada, llevat del pas de les Tres Pagodes.